# Mv (Unix)
mv (zkratka pro move) je příkaz v UNIXu a odvozených systémech používaný pro přesun souborů.

## Chování
Po přesunutí souboru je již nedostupný pod svým původním jménem v původním adresáři. Je-li za cílový soubor zvolen soubor existující, je nenávratně přepsán.
Pro přesunutí je potřeba mít práva pro zápis pro všechny modifikované adresáře.

## Příklady použití
Přejmenování souboru, ponechání v současné složce:
```
$ 
mv
 
soubor
 
novy_nazev_souboru

```

Přesunutí souboru do složky:
```
$ 
mv
 
soubor
 
adresar

```

Přesunutí souboru s jeho přejmenováním:
```
$ 
mv
 
soubor
 
novy_adresar/nove_jmeno_pro_soubor

```